# Albert Kohn
Pour les articles homonymes, voir Kohn.
Albert Kohn, né le 17 juin 1905 à Paris où il est mort le 4 juin 1989, est un germaniste, professeur honoraire au lycée Louis-Le-Grand, conseiller en littérature allemande chez Gallimard (en 1988).  Il est un normalien (promotion de 1925) et agrégé d'allemand.

## Biographie
Albert Kohn, est  né le 17 juin 1905 à Paris. Il fait partie de la promotion de 1925 de l'École normale supérieure . Il est classé second au concours de l'agrégation d'allemand en 1929.

### Enseignement
Albert Kohn enseigne l'allemand au lycée Faidherbe de Lille, puis à Paris au lycée Carnot, et enfin au lycée Louis-le-Grand, jusqu'en 1970.

## Publications
- Hanna Emmrich. Das Judentum bei Voltaire (Sprache und Kultur der romanisch-germanischen Völker. Romanistische Reihe, VI). 1930 (1931, Revue des Études Juives compte-rendu)[7]

## Traductions
Chez Gallimard, avec Raymond Queneau, il traduit à partir de 1948, avec l'aide de Pierre Flachat, 
les œuvres de Hermann Broch:
- La Mort de Virgile, 1955
- Création littéraire et connaissance, 1955
- Les somnanbules, 1957
- Le tentateur, 1981

des traductions de Heimito von Doderer:
- Les chutes de Sluni, 1987

de Heinrich Mann:
- Le Roman d'Henri IV, 1972 [Die Jugend des Königs Henri Quatre], 1935.  (ISBN 2-07-028263-5)

de Martin Buber:
- Moïse, 1957[8]

de Thomas Bernhard:
- Corections, 1978
- Le Souffle, 1983
- Le Froid, 1984
- La Cave, 1985
- L'Origine, 1985
- Un Enfant, 1985

de Hugo von Hofmannsthal:
- Lettre de Lord Chandos et autres essais, 1980